# Ívar Stefánsson
Ívar Stefánsson (* 8. Oktober 1927 in Hauganes; † 17. Juli 2009 in Þingeyjarsveit) war ein isländischer Skilangläufer.

## Biografie
Ívar Stefánsson belegte bei den Olympischen Winterspielen 1952 im Rennen über 50 Kilometer den 29. Platz und wurde mit der isländischen Staffel Elfter über 4 × 10 km.